# Armen Gilliam
Pour les articles homonymes, voir Gilliam.
Armen Louis Gilliam (né le 28 mai 1964 à Bethel Park, Pennsylvanie et mort le 5 juillet 2011), surnommé The Hammer, est un joueur américain de basket-ball ayant évolué 13 années en NBA (1987-2000). Il joua également une saison (2005-06) pour les Pittsburgh Xplosion en American Basketball Association. Il jouait au poste d'ailier fort et mesurait 2,06 m.

## Biographie
Gilliam commence sa carrière universitaire en 1982-83 à Independence Junior College à Independence, Kansas. L'équipe atteint les finales du Junior College Finals et termine à la 6e place au niveau national. Gilliam réalise des moyennes de 24,9 points et 14 rebonds et est nommé dans la National Junior college finals all-tournament team.
Gilliam continue sa carrière universitaire à UNLV. Gilliam joue pour UNLV de 1983 à 1987, l'équipe réalisant un bilan de 93 victoires-11 défaites en 3 ans. L'équipe des UNLV Rebels fut classé numéro 1 du pays durant ces trois années et participa au tournoi final NCAA durant ces trois années. En 1987, l'équipe atteint le Final Four et Gilliam est nommé dans la NCAA Final Four all-tournament team. Gilliam inscrit 998 points lors de son année senior, ce qui demeure toujours un record pour l'école.
Il est sélectionné dans l'équipe des États-Unis  qui remporte la médaille d'or lors du championnat du monde 1986.
Gilliam est sélectionné au 2e rang de la draft 1987 par les Phoenix Suns. Il est nommé dans la NBA All-Rookie First Team en 1988. Gilliam réalise sa meilleure saison avec les Charlotte Hornets avec des statistiques de 20 points et 10 rebonds. Durant ses trois années avec les New Jersey Nets, il réalise un excellent passage avec des moyennes de 18 points et 9 rebonds par match. Il met un terme à sa carrière de joueur en 2000.
Il est également intronisé au Bethel Park Hall of Fame for the Sport of Basketball en 1997 et au UNLV Hall of Fame en 1998. En novembre 2007, son maillot numéro 35 est retiré à la mi-temps d'un match de UNLV. 
En 2001, Gilliam est nommé entraîneur de l'équipe de l'université d'État de Pennsylvanie. Il mène l'équipe à un bilan de 12 victoires - 7 défaites lors de sa première année. L'équipe atteint alors la finale de Conférence.
Gilliam sort de sa retraite de joueur en 2005, devenant entraîneur-joueur de l'équipe des Pittsburgh Xplosion en ABA. L'équipe termine dans le top 6 et Gilliam réalise des moyennes de 23,8 points et 9,1 rebonds par match et est nommé dans la Eastern conference all-star. Il est nommé MVP du All-Star Game 2006 (32 points et 15 rebonds).
Peu après la fin de sa carrière NBA, il modifie l'orthographe de son prénom de "Armon" en "Armen" car il était las que son nom soit toujours mal prononcé. À l'époque, il déclare: « Beaucoup de gens prononcent Ar-MON. Je les ai corrigé tellement souvent que ça m'a fatigué. J'ai pensé que si je changeais le 'o' en 'e', ce serait plus facile de le prononcer. Je ne suis pas musulman. Il n'y a pas de connotation religieuse. ».
Il meurt le 5 juillet 2011 d'une crise cardiaque alors qu'il jouait au basket-ball avec des amis.